# Audouinella
Audouinella nom. cons., rod crvenih algi iz porodice Acrochaetiaceae. Postoji 45 priznatih vrsta

## Vrste
1. Audouinella amahatana (Kumano) Garbary
2. Audouinella armoricanum Dizerbo
3. Audouinella beardsleei (Wolle) F.D.Ott
4. Audouinella blumii Woelkerling
5. Audouinella boweri (Murray & E.S.Barton) Hamel
6. Audouinella chalybea (Roth) Bory
7. Audouinella cheminii Dizerbo
8. Audouinella chnoosporae (Børgesen) Garbary
9. Audouinella curviramulosa Luan
10. Audouinella cylindrica C.-C.Jao
11. Audouinella dalianensis L.Luan
12. Audouinella drewii (Baardseth) R.X.Luan & S.M.Zhang
13. Audouinella eugenea (Skuja) C-.C.Jao
14. Audouinella funiformis Bory
15. Audouinella godwardensis (R.J.Patel) Garbary
16. Audouinella hermannii (Roth) Duby
17. Audouinella huastecana Carmona & Necchi
18. Audouinella indica (S.K.S.Raikwar) Garbary
19. Audouinella jogensis Iyengar ex V.Krishnamurthy & M.Baluswami
20. Audouinella laminariae Dizerbo
21. Audouinella lanosa C.-C.Jao
22. Audouinella liaonanensis Luan
23. Audouinella manxiana Garbary
24. Audouinella mstinensis (Kamarov) Papenfuss
25. Audouinella neozeelandica (Levring) Garbary
26. Audouinella parva Garbary
27. Audouinella patelii C.Shaji
28. Audouinella polymorpha (Möbius) F.D.Ott
29. Audouinella polyspora R.X.Luan
30. Audouinella pugettia Luan
31. Audouinella pygmaea (Kützing) Weber Bosse
32. Audouinella quilonensis C.Shaji & M.V.N.Panikkar
33. Audouinella sarmae (M.Khan) Garbary
34. Audouinella scopulata S.Skinner & T.J.Entwisle
35. Audouinella serpens (Israelson) Sheath ex Kumano
36. Audouinella sorocarpa R.X.Luan
37. Audouinella sphaerotrichia R.X.Luan
38. Audouinella spinulosa (Suhr) G.R.South & Tittley
39. Audouinella streblocladiae (P.J.L.Dangeard) J.H.Price
40. Audouinella subtilis C.C.Jao
41. Audouinella tenella (Skuja) Papenfuss